# Захарковский сад
Заха́рковский сад — сад в Москве. Расположен в Северо-Западном административном округе на территории района Северное Тушино. Вытянут вдоль берега Химкинского водохранилища. В настоящее время представляет собой южную часть парка «Северное Тушино».
Площадь 25 гектаров.

## Происхождение названия
Сад назван в честь деревни Захарково, находившейся здесь до 18 августа 1960 года, когда её включили в состав Москвы.

## История
В 1950 году в деревне Захарково были посажены колхозные яблоневые сады, также известные как Маджугинский сад. 18 августа 1960 года Захарково включено в состав Москвы и сад вошёл в состав Москвы тоже. Позднее стал частью парка «Северное Тушино».
В 2013 году прошла реконструкция, вследствие которой музейно-парковый комплекс «Северное Тушино» поделён на 5 зон: эко-парк, парк «Бодрый», парк «Добрый», Захарково парк, Музей истории ВМФ.

## Транспорт
До Захарковского сада можно добраться с помощью метро: Сходненская или Планерная.

## Флора и фауна
Кроме яблок в саду растут: тополь, сосна, ель, липа, клён, вяз, ясень, дуб и берёза.